# 维利·伯克尔
维利·伯克尔（德語：Willy Böckl，1893年1月27日—1975年4月22日），奥地利男子花样滑冰运动员，主攻单人滑。他曾代表奥地利参加1924年和1928年冬季奥林匹克运动会花样滑冰比赛，获得二枚银牌。